# IM LS7
IM LS7 – elektryczny samochód osobowy typu SUV klasy wyższej produkowany pod chińską marką IM od 2023 roku.

## Historia i opis modelu

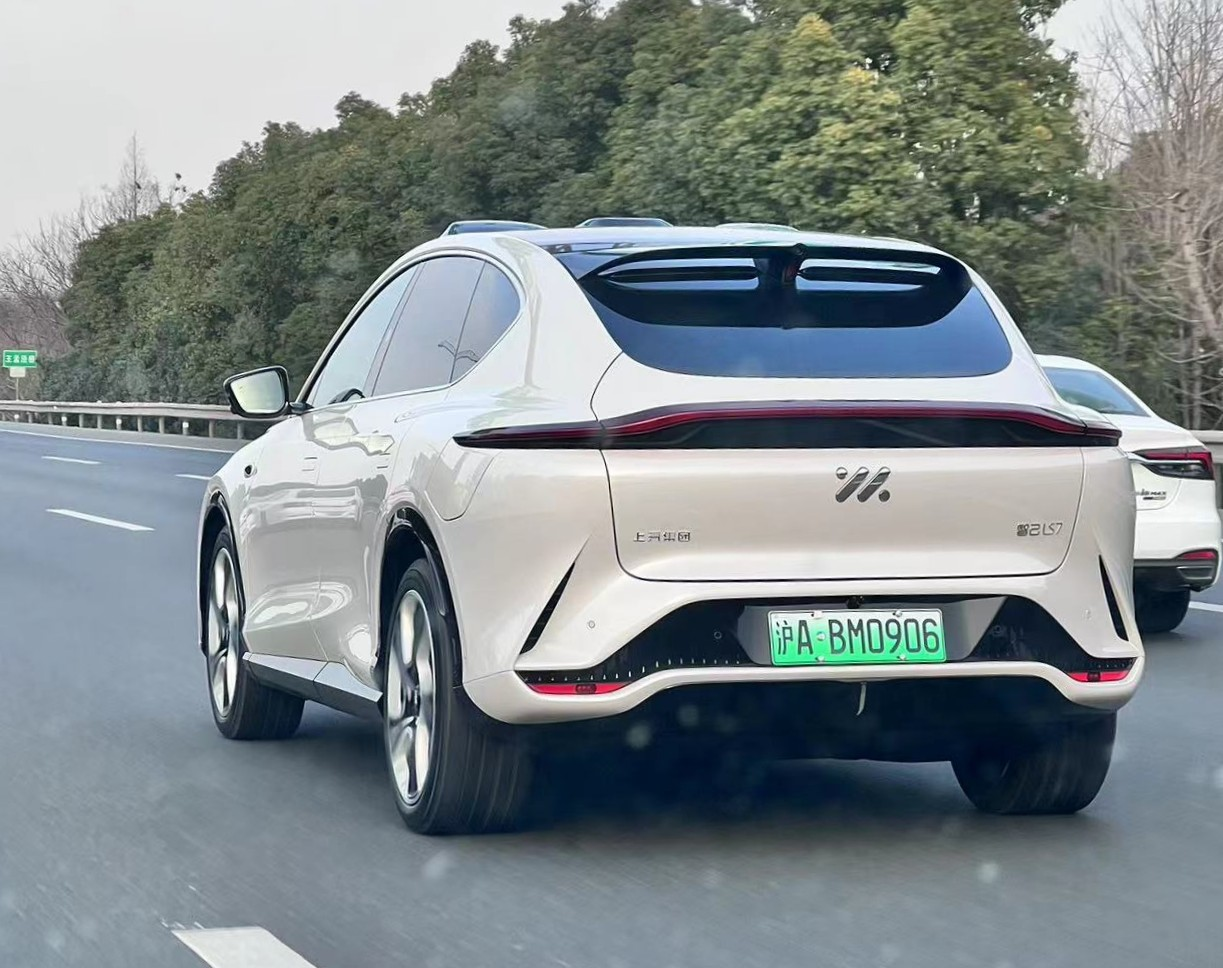
IM LS7 - tył

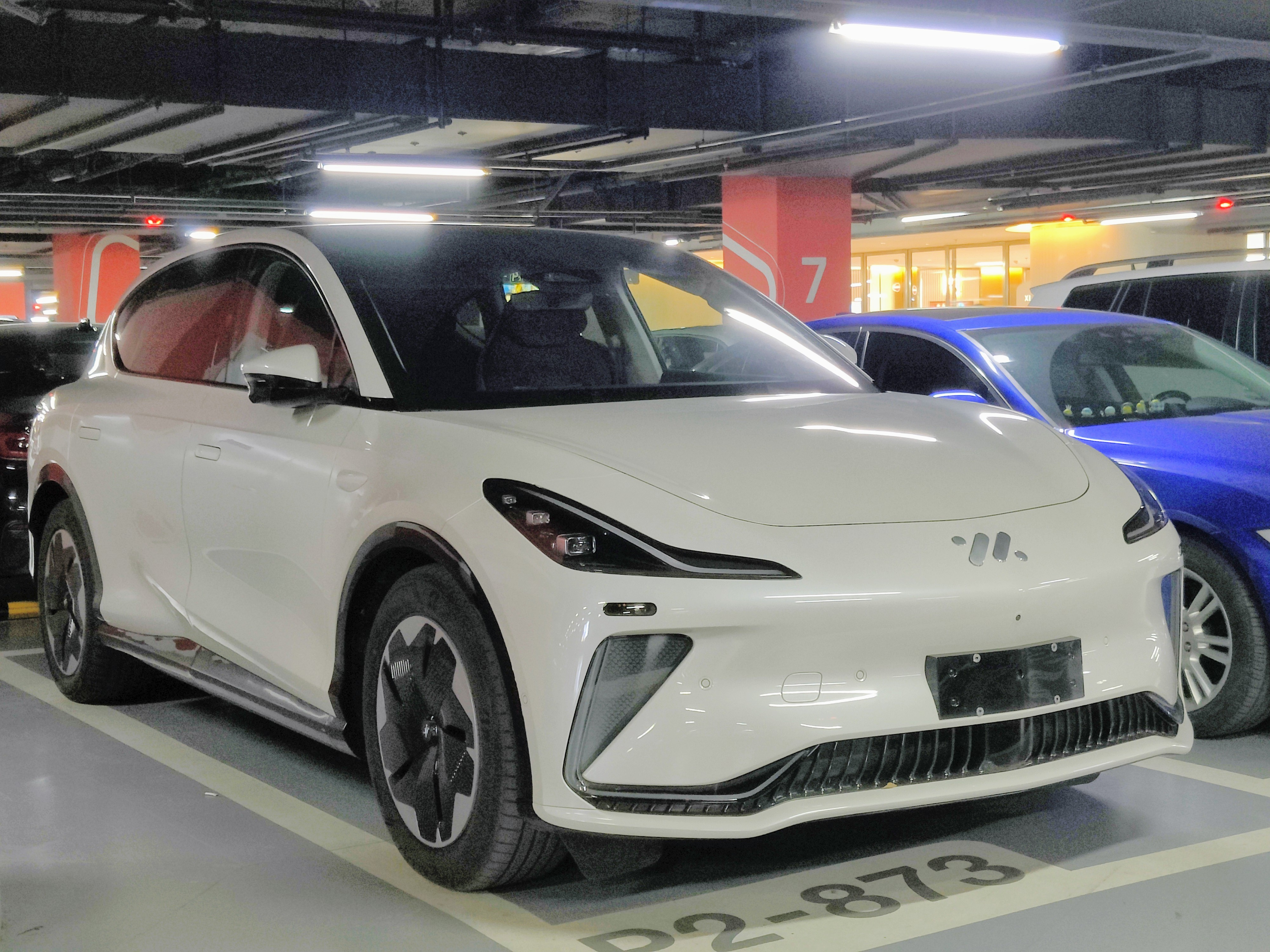
IM LS7 Base

W kwietniu 2021 podczas targów samochodowych w Szanghaju nowo powstałe chińskie przedsiębiorstwo IM Motors przedstawiło prototyp dużego luksusowego SUV-a IM LS7 Concept zwiastujący uzupełnienie gamy modelowej o drugi po zedanie IM L7 model. Prace rozwojowe nad seryjną postacią trwały przez kolejne półtora roku, z czego w lipcu 2022 wyciekły fotografie dokumentujące wygląd gotowego pojazdu w chińskim urzędzie patentowym, a w październiku tego samego roku samochód pod maskowaniem testowano także w europejskich warunkach drogowych. Ostatecznie, oficjalna specyfikacja IM LS7 wraz z fotografiami została oficjalnie przedstawiona w połowie grudnia 2022.
Pod kątem stylistycznym samochód w obszernym zakresie odtworzył wygląd prototypu z 2021 roku, podobnie jak on zyskując masywną, zaokrągloną sylwetkę wzbogaconą ostro zarysowanymi reflektorami i tylną listwą świetlną charakterystycznie zagiętą w górę na wysokości szyby. W pakiet oświetlenia włączono także logo firmowe. W przeciwieństwie do studium, tylne drzwi otwierają się w tradycyjnym kierunku, a linia dachu została poprowadzona wyżej. Przeszklony dach został płynnie połączony z przednią szybą oraz tylnym spojlerem, a przedzieliły go trzy duże radary systemu półautonomicznej jazdy typu LiDAR.
Kabina pasażerska utrzymana została w loftowo-minimalistycznej estetyce. Deskę rozdzielczą utworzył obszerny, biegnący przez całą jej szerokość 39-calowy pakiet trzech wyświetlaczy umieszczony pod jedną taflą. Dodatkowo, dotykowy ekran posłużył też za miejsce do sterowania cyfrowym panelem klimatyzacji. Producent opcjonalnie wyposażył LS7 w możliwość zastąpienia tradycyjnego koła kierownicy trójramiennym, pozbawionym górnej krawędzi wolantem.

### Sprzedaż
Początek sprzedaży IM LS7, którą ograniczono wyłącznie do rodzimego rynku chińskiego, wyznaczony został na pierwszą połowę 2023 roku. Do produkcji wyznaczono zakłady, które od 2021 roku zajmują się już wytwarzaniem pokrewnego sedana IM L7. Cena elektrycznego SUV-a na początku sprzedaży została określona na ok. 360 tysięcy juanów. W ciągu pierwszej godziny od publicznej prezentacji samochodu, która odbyła się 22 grudnia 2022, IM Motors zebrało 3 tysiące zamówień.

### Dane techniczne
IM LS7 jest samochodeme elektrycznym, w którym silnik może zasilać wyłącznie tylną lub obie osie. Słabszy wariant rozwija moc 340 KM, z kolei mocniejszy - 578 KM. Pakiet baterii pochodzi od chińskiej firmy CATL i charakteryzuje się pojemnością 90 kWh. W przypadku odmiany tylnonapędowej pozwala to na ok. 675 kilometrów zasięgu na jednym ładowaniu oraz ok. 615 kilometrów wobec odmiany AWD.